# Angelo Colombo
Angelo Colombo (ur. 24 lutego 1961 w Mezzago) – włoski piłkarz grający na pozycji środkowego pomocnika, reprezentant kraju, olimpijczyk, trener.

## Kariera piłkarska
Angelo Colombo karierę piłkarską rozpoczął w 1974 roku w juniorach AC Monzy, w którym w 1979 roku przeszedł do seniorskiej drużyny, w której grał do 1984 roku. Następnie został sprowadzony przez dyrektora sportowego US Avellino 1912, Pierpaolo Marino do jego klubu, w barwach którego 16 września 1984 roku w bezbramkowo zremisowanym meczu domowym z AS Romą zadebiutował w Serie A. Po sezonie 1984/1985 przeniósł się do Udinese Calcio, skąd w 1987 roku odszedł do AC Milan, z którym odnosił największe sukcesy w karierze piłkarskiej: mistrzostwo (1988) i wicemistrzostwo Włoch (1990) oraz 3. miejsce w Serie A (1989), finał Pucharu Włoch (1990), dwukrotnie Puchar Europy (1989, 1990), Superpuchar Europy (1989), Puchar Interkontynentalny (1989).
W 1990 roku został zawodnikiem AS Bari sprowadzony przez trenera klubu, Gaetano Salveminiego, w którym Colombo zastąpił Angelo Carbone, który właśnie przeszedł do AC Milanu. Po sezonie 1991/1992 po raz pierwszy zakończył karierę piłkarską, jednak w 1994 roku wznowił ją w australijskim Marconi Stallions, w którym w 1995 roku ostatecznie zakończył karierę piłkarską.

## Styl gry
Angelo Colombo nie był zbyt technicznie wyrafinowany, jednak z silnymi predyspozycjami do biegania, poświęcenia i pracy zespołowej, do tego stopnia, że został określony przez trenera AC Milanu, Arrigo Sacchiiego podczas występów w drużynie Rossoneri jako "taktycznie ważniejszy niż Maradona".

## Kariera reprezentacyjna
Angelo Colombo w 1988 roku olimpijskiej reprezentacji Włoch rozegrał 7 meczów oraz uczestniczył w turnieju olimpijskim 1988 w Seulu, w którym drużyna Azzurrich zajęła 4. miejsce, po przegranej 3:0 z olimpijską reprezentacją RFN w meczu o 3. miejsce, rozegranym 30 września 1988 roku na Stadionie Olimpijskim w Seulu.

## Kariera trenerska
Angelo Colombo po zakończeniu kariery piłkarskiej rozpoczął karierę trenerską. W latach 1995–2000 był koordynatorem sektora młodzieżowego AC Milanu, po czym w latach 2000–2004 pełnił funkcję kierownika działu sportowego w młodzieżowych drużynach Rossonerich.
26 stycznia 2009 roku zastąpił Gianfranco Borgato na stanowisku trenera występującego w Serie D Calcio Montebelluna 1909, którego uratował przed spadkiem do Eccellenzy.
1 maja 2010 roku został trenerem występującego w Lega Pro Seconda Divisione AC Carpenedolo, z którym po barażach spadł do Serie D na sezon 2010/2011, w którym przegrał baraże o utrzymanie z FC Ponsacco 1920 (0:2, 2:1), unikając jednak spadku do Eccellenzy dzięki repasażom. 30 października 2011 roku został zwolniony z powodu słabych wyników klubu (przedostatnie miejsce w Grupie D w Serie D 2011/2012.

## Sukcesy

### Zawodnicze
AC Milan
- Mistrzostwo Włoch: 1988
- Wicemistrzostwo Włoch: 1990
- 3. miejsce w Serie A: 1989
- Finał Pucharu Włoch: 1990
- Puchar Europy: 1989, 1990
- Superpuchar Europy: 1989
- Puchar Interkontynentalny: 1989